# Повстання жовтих пов'язок

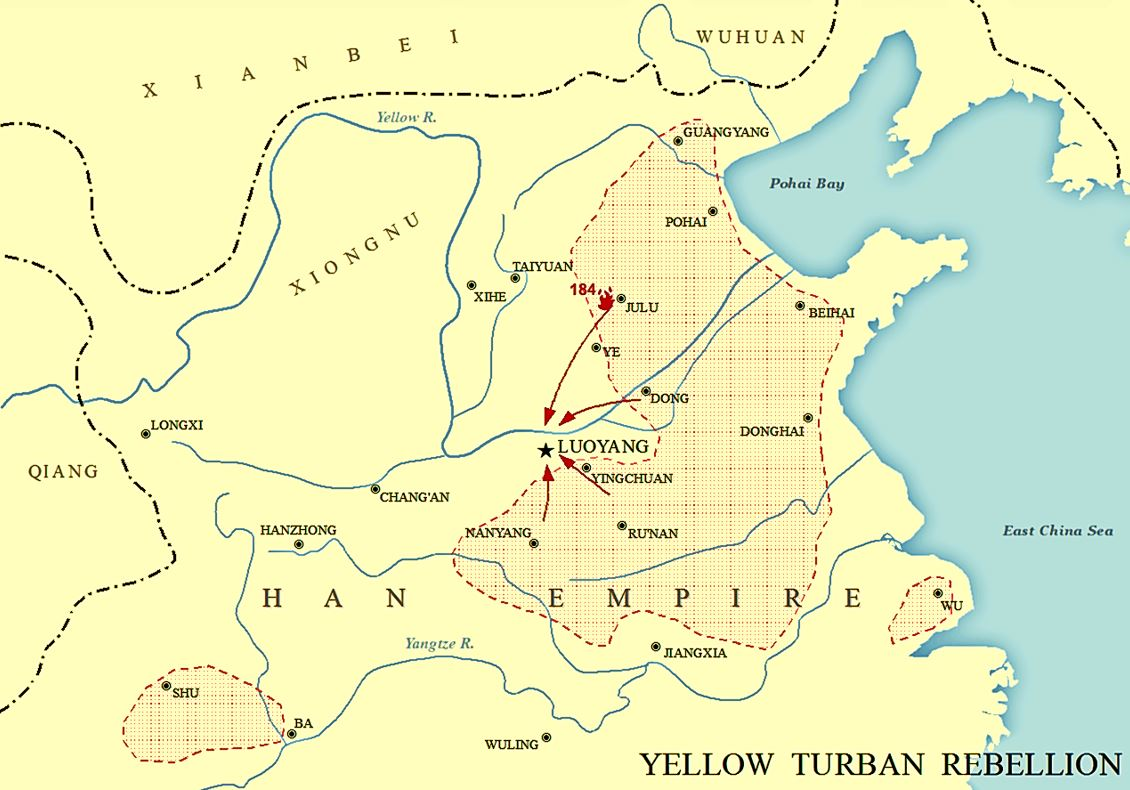
Основні осередки повстання

Повстання жовтих пов'язок — повстання за часів династії Хань, яке призвело до ще більшого послаблення імператорської влади.

## Причина
Через дезорганізацію центрального апарату за часів імператорів Хуань-ді Лін-ді припиняються регулярний ремонт гребель і догляд за іригаційними спорудами. Ріка Хуанхе, яка давно вже перетворилася на надземну річку, виходить з берегів, її розливи несуть лихо сотням тисяч родин. Бюрократичний апарат імперії роз'їдає корупція, він перетворився на самодостатню силу, яка поглинає основний додатковий продукт. Малолітні імператори виявлялися пішаками в руках придворних угруповань «євнухів» і «вчених». «Вчені» з позицій так званих чистих суджень викривали зловживання «брудних» користолюбців у центральній адміністрації.
Політична боротьба між «євнухами», пов'язаними з «сильними будинками», і «вченими», які відображали інтереси професійної бюрократії, виливалася в запеклі чвари, які доходили до кровопролиття. Спроби державного заколоту у 166 і 169 роках, що мали на меті зміну та оздоровлення управлінського апарату, провалилися. Розправа «євнухів» була нещадною. «Вчених» стратили, катували, засилали, тисячу «чистих» кинули до в'язниці. Їхні книги публічно спалювалися на вогнищах. «Сильні родини» на місцях контролювали канали рекомендації чиновників, домагалися у своїх маєтках політичної самостійності і формального визнання особистої залежності хліборобів.
Посилення впливу в суспільно-політичному житті «сильних родин» з середини II ст. знаменувало собою дезінтеграцію імперської бюрократичної системи та остаточний занепад імператорської влади. В обстановці тривалої політичної й глибокої соціально-економічної кризи в країні вибухнув найпотужніший в історії стародавнього Китаю широкий суспільний рух, відомий під назвою повстання жовтих пов'язок.

## Хід подій
Повстання готувалося протягом 10 років релігійною сектою даоського напрямку Тайпіндао. Віровчення під такою назвою було створено харизматичним головою цієї секти і керівником повстання, магом і цілителем Чжан Цзюе, який йменував себе Учителем вищої чесноти. У своїх проповідях Чжан Цзюе точно називав день (він припадав на 4 квітня 184 року), коли на землі настане ера Великого добробуту. У цей день, як передрікав він, «Синє Небо (тобто династія Хань) загине і запанує Жовте Небо (тобто царство справедливості)». Жовтим Небом Чжан Цзюе іменував і самого себе, виступаючи в ролі месії — рятівника людства від зла порочного світу Синього Неба. Жовті пов'язки носили на голові всі адепти секти. Проповідники Чжан Цзюе діяли по всій території імперії, закликаючи до загального повстання. У восьми найбільш багатонаселених провінціях (де було зосереджено 3/4 населення країни) керівниками секти було створено 36 релігійних центрів. Чжан Цзюе обіцяв своїм адептам заступництво Жовтого Неба, порятунок і довголіття. Проповідь-відозва Чжан Цзюе, яка була звернена до всіх, будь-якої статі, віку, звання і чину, обіцяла людям позбавлення від страждань і щастя на землі у найближчому майбутньому. Вона привертала до нього натовпи пригнобленого люду. Члени секти проходили під керівництвом проповідників Чжан Цзюе військовий вишкіл, її загони налічували 360 тисяч бійців. Рух набув масового характеру вже на цій стадії діяльності секти й тому не міг залишитися таємним.
Задовго до початку збройного виступу загонів Чжан Цзюе імператору Лін-ді доповідали про те, що «вся імперія прийняла віру Чжан Цзюе», однак влада боялася заарештувати проповідника, хоча й знала про його діяльність, побоюючись, масових виступів. За деякими даними, ледь не дві третини населення опинилося під впливом учення секти. Безсумнівні есхатологічні настрої сектантів, які вірили у своє призначення вершити велику каральну місію заради Благого Дао (Шеньдао). Наскільки цей рух був підготовленим і організованим, можна судити з того, що Чжан Цзюе вдалося у надзвичайно короткий термін змінити день повстання, коли раптово з'ясувалося, що зрадник видав владі план його дій. Через десять днів після наказу Чжан Цзюе про негайний виступ полум'я повстання «жовтих пов'язок» палахкотіло по всій країні. Повстанці громили і спалювали урядові установи, знищували представників влади на місцях як носіїв вселенського зла. Повстання «жовтих пов'язок», безсумнівно, мало характер широкого народного руху, в ньому брали участь усі верстви експлуатованого населення.
Ще на початку повстання у 184 році загинув Чжан Цзюе та його наближчі прихильники. Втім повстанці не припинили свої дії. Спротив тривав до 204 року. Остаточно його придушили ханські військовики Дун Чжо та Цао Цао.

## Пам'ять
Офіційна історіографія зробила все, щоб стерти саму пам'ять про рух «жовтих пов'язок»; достовірних даних про нього збереглося дуже небагато, та й ті навмисно спотворюють події.